# NGC 4111
NGC 4111 (również PGC 38440 lub UGC 7103) – galaktyka soczewkowata (SA0+(r)), znajdująca się w gwiazdozbiorze Psów Gończych w odległości około 46 milionów lat świetlnych od Ziemi. Odkrył ją William Herschel 14 stycznia 1788 roku. Jest to galaktyka z aktywnym jądrem typu LINER.